# Daniel Hilti

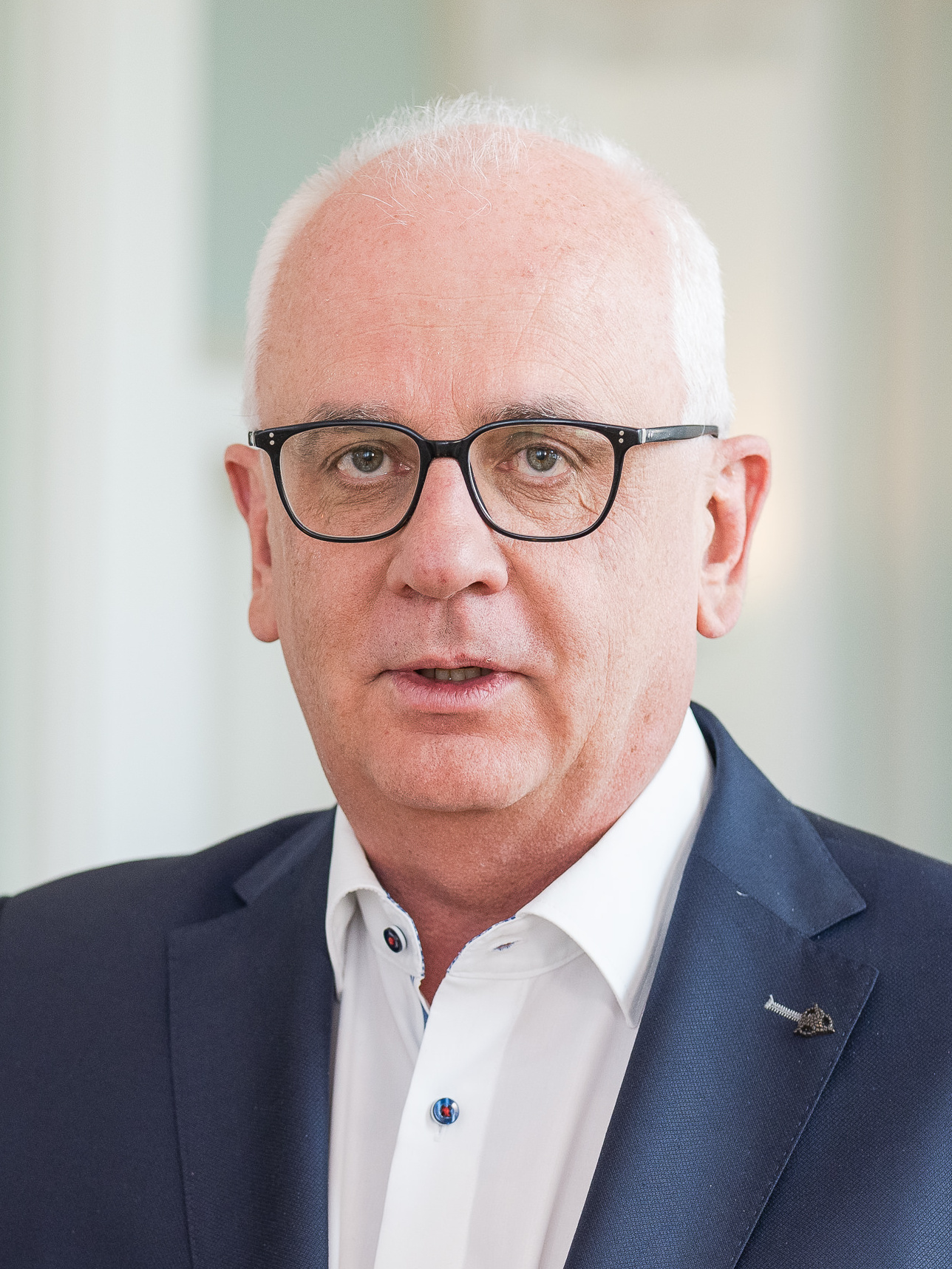
Daniel Hilti, 2023

Daniel Hilti (* 11. April 1965 in Vaduz) ist ein liechtensteinischer Politiker (VU) und Schullehrer. Er ist seit 2003 Gemeindevorsteher von Schaan und ehemaliger Präsident des FC Schaan.

## Leben
Hilti ist Sohn des Transportunternehmers Siegfried Hilti und dessen Frau Theresia. Er hat drei Geschwister. Am 15. September 2000 ging er die Ehe mit Ursula Liechti (* 19. Mai 1963) ein. Aus der Ehe gingen zwei Kinder hervor. Daniel Hilti ist in Vaduz geboren und seit Geburt Schaaner Bürger.
Von 1981 bis 1986 besuchte Hilti das Lehrerseminar in Rickenbach SZ. Danach war er bis 1991 Primarschullehrer in Balzers. Hilti war von 1988 bis 1991 Schulleiter. Ab 1991 war er Personalassistent beim Amt für Personal und Organisation, ab 1994 Personalleiter und stellvertretender Amtsleiter. Von 2000 bis 2003 war er Präsident beim FC Schaan.
Seit 2003 ist er Gemeindevorsteher von Schaan.